# Milagro y magia
Milagro y magia es una telenovela mexicana de 1991 producida por Roberto Gómez Bolaños y Florinda Meza para Televisa, que marca su debut como productores de telenovelas.
Fue transmitida por El Canal de las Estrellas. Contó con Florinda Meza, en su debut en las telenovelas como protagonista además de ser la productora y la escritora; junto a Miguel Palmer y Rafael Sánchez Navarro, contó con las actuaciones antagónicas de Lucía Guilmáin, Miguel Pizarro, Micheline Kinery y Lizzeta Romo y la actuación estelar de la primera actriz Ofelia Guilmáin y el primer actor  Tony Carbajal.
La telenovela inició el 29 de abril de 1991 y finalizó el 30 de agosto del  mismo año en el horario de las 19:00, con un total de 90 capítulos.

## Argumento
Después de la Revolución Mexicana, dos huérfanos, Elisa y Pepe, salen de la provincia para la capital. Tratan de sobrevivir. 
Durante el viaje conocen a un niño mayor, Adrián, que los lleva a su casa. Aquí vive Macaria, una vieja bruja que recoge y explota a los niños, para enviarlos a robar. Después de algunos años, Adrián intenta violar a Elisa. Pepe, para salvarla, hiere a Adrián lo que lleva a los dos a escapar a la Ciudad de México. Luego tienen que separarse. Vagando por las calles, Elisa encuentra a Roberto -un acróbata- y a su perro. Él le ayuda. Con ellos también: Don Roque y doña Rufina, dos empleados de limpieza que tratan a Elisa como una hija. Roberto y Elisa se aman, pero él tiene miedo porque es 20 años mayor que ella. En su itinerancia se encuentran a Pepe y van a trabajar en un pequeño circo.  
Erróneamente, Roberto cree que es el padre de Elisa. A continuación, se pierden de vista el uno del otro, pero Elisa lo buscará durante muchos años. 
Después conoce a Carlos Andrade, un crítico de teatro que se enamora de ella. Le ofrece trabajar en la radio y la televisión. Elisa se convierte en una estrella de cine y se encuentra con un magnate: George Higgins, separado de su esposa. Elisa se va a vivir con él y, al poco tiempo, queda embarazada.  
Durante un viaje a Nueva York, George muere en un accidente de avión y Elisa es su única heredera. Un poco después, da a luz a una niña llamada Fabiola. Elisa se niega a casarse con Carlos porque piensa en Roberto, a quien sigue buscando. 
Más tarde, Elisa se casa con Arturo, un estafador. Este matrimonio es un fracaso. Por fin, Elisa tiene éxito en la búsqueda de Roberto, pero él está moribundo en un hospital. Ahora Fabiola es novia de Héctor, hijo de Roberto. Para Elisa, esta situación es como si el pasado regresara.

## Elenco
- Florinda Meza - María / Elisa Carmichael
- Miguel Palmer - Roberto
- Rafael Sánchez-Navarro - Carlos Andrade
- Ofelia Guilmáin - Rufina
- Tony Carbajal - Roque
- Carlos Bracho - George O'Higgins
- Arturo Peniche - José Daniel
- Juan Antonio Edwards - Pepe
- Paulina Gómez Fernández - Fabiola
- Xavier Ximénez - Héctor
- Lucía Guilmáin - Macaria Carrasco
- Miguel Pizarro - Adrián "El Coyote"
- Miguel Ángel Infante - Álvaro
- Alberto Ángel "El Cuervo" - Raúl
- Lizzeta Romo - Salomé
- Lili Inclán - Jimena
- Eugenia Avendaño - Jacinta
- Mikel Bilbao - Raúl
- Inés Morales - Cristina
- Roberto Cañedo - Serafín
- Laura Luz - Sofía
- Moisés Suárez - Valerio
- Héctor Yaber - Arturo
- Leticia Montaño - Marina
- Carlos Feria - Francisco
- Raquel Morell - Yolanda
- Lorena Tassinari - Margot Escalante
- Susana Zabaleta - Vivika Lombardihe
- Roberto Columba - Policía
- Lucy Reina - Lucía
- Guillermo Quintanilla
- Pablo Aura - Polilla (adolescente)
- Christian Gascón - Polilla (niño)
- Karla Talavera - María / Elisa (niña)
- Micheline Kinery - Gabriela
- Nahamin Pérez Fana - Elisa (la hijita de Roberto)
- Paola Rojas - Fabiola (niña)

## Equipo de producción
- Argumento y adaptación: Florinda Meza García
- Tema original: Milagro y magia
- Autores: Roberto Gómez Bolaños, Willy Gutiérrez
- Música original: Willy Gutiérrez, Rodolfo "Popo" Sánchez, Fernando Sánchez
- Escenografía: Carmen Ravelo
- Ambientación: Patricia de Vincenzo
- Diseño de vestuario: Joelle Launay
- Gerente de producción: Leticia Pérez del Valle
- Dirección de cámaras: Roberto Gómez Fernández
- Dirección escénica: Roberto Gómez Bolaños
- Productor asociado: Alfredo González Fernández
- Producción general: Roberto Gómez Bolaños, Florinda Meza García

## Banda sonora

### Disco 1
1. Milagro y magia (Instrumental) - Roberto Gómez Bolaños y Willy Gutiérrez
2. Ojos tapatíos - Alberto Ángel "El Cuervo"
3. La negra noche - Florinda Meza y Alberto Ángel "El Cuervo"
4. Los consejos de la novia - Susana Ramírez
5. Adiós - Alberto Ángel "El Cuervo"
6. La chica del 17 - Susana Ramírez
7. Ojos de juventud - Alberto Ángel "El Cuervo" y Susana Ramírez
8. La regadera - Susana Ramírez
9. Llévame a la verbena de San Antonio - Florinda Meza y Alberto Ángel "El Cuervo"
10. Club verde (Instrumental) - Rodolfo Campodónico

### Disco 2
1. El pascalle de los nardos - Susana Ramírez
2. La java de las viudas - Florinda Meza
3. A la orilla de un palmar - Alberto Ángel "El Cuervo"
4. Ay Cipriano - Florinda Meza
5. Bartolo si vas al cine - Susana Ramírez
6. La Lola - Florinda Meza
7. Pichi - Florinda Meza
8. Ven, Cirila, ven - Florinda Meza y Moisés Suárez
9. Déjame llorar - Alberto Ángel "El Cuervo"
10. La chula tanguista - Florinda Meza
11. Rayando el sol - Alberto Ángel "El Cuervo" y Miguel Ángel Infante
12. Morir por tu amor (Instrumental) - Belisario de Jesús García
13. Aquí esta la Chilindrina (Instrumental) - María Antonieta de las Nieves

## Premios

### Premios TVyNovelas 1992
| Categoría                | Nominado(a)   | Resultado |
| ------------------------ | ------------- | --------- |
| Mejor primer actor       | Tony Carbajal | Ganador   |
| "Mejor Escritora del 91" | Florinda Meza | Ganadora  |